# Young Black Jack
Young Black Jack (ヤング ブラック・ジャック, Yangu Burakku Jakku, lit. "O Jovem Black Jack") é uma série de manga escrita por Yoshiaki Tabata e ilustrada por Yūgo Ōkuma, com base no manga homónimo Black Jack de Osamu Tezuka. Foi serializada pela primeira vez na revista Young Champion da editora Akita Shoten em novembro de 2011. A série de animé foi exibida no Japão entre 1 de outubro e 17 de dezembro de 2015, e no Brasil foi transmitida simultaneamente pela Crunchyroll.

## Personagens
Kuroo Hazama (間 黒男, Hazama Kuroo)
Voz de: Yuichiro Umehara
Yabu (藪, Yabu)
Voz de: Kōji Yusa
Maiko Okamoto (岡本 舞子, Okamoto Maiko)
Voz de: Shizuka Itō
Tōrō Tachiiri (立入 灯郎, Tachiiri Tōrō)
Voz de: Hiroki Touchi
Doutor (軍医, Dokutā) / Kirii (キリー, Kirii)
Voz de: Junichi Suwabe
Eri Imagami (今上 エリ, Imagami Eri)
Raymond
Voz de: Norihiro Inoue
Tomezō Kanayama
Voz de: Kazuo Oka
Jou
Voz de: Takuya Eguchi
Aoyama
Voz de: Megumi Toyoguchi
Tamura
Voz de: Yoshitsugu Matsuoka
Smith
Voz de: Ryōtarō Okiayu
Marlon
Voz de: Hisafumi Oda
Hugo
Voz de: Shunsuke Takeuchi
Takayanagi
Voz de: Kentarou Tone
Bob
Voz de: Hiroki Yasumoto
Phan
Voz de: M.A.O
Steve
Voz de: Shōta Yamamoto

## Média

### Manga
A série de manga foi escrita por Yoshiaki Tabata e ilustrada por Yūgo Ōkuma. Foi serializada pela primeira vez na revista Young Champion da editora Akita Shoten em novembro de 2011. O primeiro volume tankōbon do manga foi publicado pela Akita Shoten a 18 de maio de 2012, com nove volumes lançados até 18 de setembro de 2015. Na Itália, o manga é publicado pela editora Star Comics desde setembro de 2013, e na França é publicado pela editora Panini desde janeiro de 2015.

#### Volumes
| N.º | Data de lançamento      | ISBN              |
| --- | ----------------------- | ----------------- |
| 1   | 18 de maio de 2012      | 978-4-253-15065-1 |
| 2   | 19 de outubro de 2012   | 978-4-253-15066-8 |
| 3   | 19 de abril de 2013     | 978-4-253-15067-5 |
| 4   | 6 de setembro de 2013   | 978-4-253-15068-2 |
| 5   | 20 de fevereiro de 2014 | 978-4-253-15069-9 |
| 6   | 20 de junho de 2014     | 978-4-253-15070-5 |
| 7   | 20 de novembro de 2014  | 978-4-253-15202-0 |
| 8   | 20 de maio de 2015      | 978-4-253-15203-7 |
| 9   | 18 de setembro de 2015  | 978-4-253-15204-4 |

### Drama
O drama especial de televisão em live-action foi exibido na Nippon TV a 23 de abril de 2011. A série foi dirigida por Kentaro Otani e protagonizada por Masaki Okada como Black Jack na adolescência.

### Animé
A série de animé foi dirigida por Mitsuko Kase, escrita por Ryōsuke Takahashi e produzida pelo estúdio Tezuka Productions. O tema de abertura é "I am Just Feeling Alive" interpretado por Umi☆Kuun, e o tema de encerramento é "All Categorize" (オールカテゴライズ, Ōru Kategoraizu) interpretado por Takuto. Foi exibida entre 1 de outubro e 17 de dezembro de 2015 nos canais Tokyo Broadcasting System, Chubu-Nippon Broadcasting, Sun Television e BS-TBS. No Brasil foi transmitida simultaneamente pela Crunchyroll. Na América do Norte foi licenciada pela Sentai Filmworks.

#### Episódios
| #  | Título                                                                              | Exibição original      |
| -- | ----------------------------------------------------------------------------------- | ---------------------- |
| 1  | "Cadê o Doutor?" "Isha wa doko da! (医者はどこだ！)"                                | 1 de outubro de 2015   |
| 2  | "Rapto" "Rachi (拉致)"                                                              | 8 de outubro de 2015   |
| 3  | "Desertores" "Dassōhei (脱走兵)"                                                    | 15 de outubro de 2015  |
| 4  | "No Vietnã: 1ª parte" "Betonamu nite sono 1 (ベトナムにて その1)"                   | 22 de outubro de 2015  |
| 5  | "No Vietnã: 2ª parte" "Betonamu nite sono 2 (ベトナムにて その2)"                   | 29 de outubro de 2015  |
| 6  | "No Vietnã: 3ª parte" "Betonamu nite sono 3 (ベトナムにて その 3)"                  | 5 de novembro de 2015  |
| 7  | "A Revolução Indolor: 1ª parte" "Kutsū naki kakumei sono 1 (苦痛なき革命 その1)"    | 12 de novembro de 2015 |
| 8  | "A Revolução Indolor: 2ª parte" "Kutsū naki kakumei sono 2 (苦痛なき革命 その2)"    | 19 de novembro de 2015 |
| 9  | "Uma crônica repulsiva: 1ª parte" "Insan kuronikurupāto 1 (陰惨クロニクルパート 1)" | 26 de novembro de 2015 |
| 10 | "Uma crônica repulsiva: 2ª parte" "Insan kuronikurupāto 2 (陰惨クロニクルパート 2)" | 3 de dezembro de 2015  |
| 11 | "Uma crônica repulsiva: 3ª parte" "Insan kuronikurupāto 3 (陰惨クロニクルパート 3)" | 10 de dezembro de 2015 |
| 12 | "Temporada de frenesi" "Kyōsō no kisetsu (狂騒の季節)"                              | 17 de dezembro de 2015 |